# بنو سعد
بنو سعد قبيلة هوازنية قيسية مُضرية عدنانية، هم قبيلة عربية قديمة أصيلة، كان بنو سعد بطناً من بطون قبيلة هوازن ولقد كانوا بارزين بفصاحتهم وبلاغتهم ومنهم مرضعه النبي السيدة حليمة بنت أبي ذؤيب السعدية، والشاعر الصحابي زهير بن صرد السعدي الجشمي. وقبيلة عتيبة،

## نسبهم
ينتسب بنو سعد إلى الفرع القيسي من مضر وهم:
- بنو سعد بن بكر بن هوازن بن منصور بن عكرمة بن خصفة بن قيس عيلان بن مضر بن نزار بن معد بن عدنان.[8][9]

والدة سعد هي:
- بنت عوذ مناة بن يقدم بن أفصى بن دعميّ بن إياد بن نزار بن معد بن عدنان[10]

تزوج سعد من:
- بنت عامر بن الظرب بن عمرو العدواني[11]

أولاد سعد هم:
- نصر
- جبل
- عوف
- جنة

### أقرب القبائل نسبا لبني سعد
أقرب القبائل نسبا لقبيلة بني سعد هي قبيلة ثقيف يجمعهم نسبً أباهم وأمهم وهما: منبه بن بكر وسعد بن بكر وهو أخاه الشقيق الوحيد، ثم قبيلة بني عامر بن صعصعة وبني سلول وكل من نُسب لمعاوية بن بكر،

## فروع بني سعد
كانت بني سعد قديما تنقسم إلى:

### نصر بن سعد
وهو جد بني نصر بن سعد وواحدهم (نَّصْرِيِّ) ذكرهم المؤرخ المسعودي في ذكر حروب الفجار وذكر منهم في ذلك أبو أسماء الضريبة النصري من بني نصر بن سعد، ولكنه من بني نصر بن معاوية وقد أشتبه هذا على المسعودي.

###### بنو فصيّة
وهم بنو فصيّة بن نصر بن سعد ويكثر التصحيف باسمهم حيث يذكرهم البعض باسم قصية وقضية وفضية ومن فروعه وابناءه:
- ذؤيبة وهم بنو ذؤيبة بن فصيّة بن نصر بن سعد.
- قنفذ لا يعرف له عقب.
- نضلة وهم بنو نضلة بن فصيّة بن نصر بن سعد. من فروع نضلة: بنو غويث وهم أبناء غويث بن نضلة منهم: بنو عصام بن غويث.
- ناصرة وهم بنو ناصرة بن فصيّة بن نصر بن سعد. اشهر فروع فصيّة واكثرهم عددا وهم الفرع الذي ترجع له حليمة السعدية ومن فروعه وابناءه: فاتك، مليل، لا عقب لهم الإثنين.[11] وقدان، وهم بنو وقدان بن ناصرة. وقيل انهم حاليا فخذ وقدان من عتيبة ومنهم بديوي الوقداني. رزام وهم بنو رزام بن ناصرة. ومن ابناءه: جابر وهم بنو جابر بن رزام بن ناصرة. احد اجداد وعشيرة حليمة السعدية. وانجب شجنة وهو شجنة بن جابر بن رزام، وهو جد أبي ذؤيب السعدي الحارث بن عبد الله بن شجنة. ملان وهم بنو ملان بن ناصرة. وهم قوم أبو مسروح الحارث بن يعمر بن حيان بن عميرة بن ملان ومن فروعه:[22] بنو معبد بن ملان، بنو عبادة بن ملان، بنو رفاعة بن ملان، فخذ الحارث بن عبد العزى زوج حليمة السعدية.[23] بنو عميرة بن ملان، ومنهم بنو حيّان فخذ أبو مسروح.

### جشم بن سعد
وهو جد بني جشم بن سعد بن بكر وواحدهم (جُشَمِيُّ). ومنهم الصحابي الجليل زهير بن صرد السعدي الجشمي سيد بني سعد في حُنين، واختلف في نسبتهم قيل نسبتا لجشم بن حبيب بن عمرو بن ثعلبة من بني سعد. وقيل لجشم بن سعد بن بكر.

### عوف بن سعد
وهو جد بنو عوف بن سعد، وواحدهم (عَوْفي)، وذكرهم أبو وجزة في شعرة:

### جبل بن سعد
وهم بنو جبل بن سعد والنسبة لهم (جبلي) ويوجد في بني سعد بنو جبل آخرا وهم: بنو جبل بن نصر بن سعد. وهم رهط الفقيه الجبلي، ولم يتضح من إيتهم هو. والسوداني الجبلي وهو مروض اسود و ذئاب شهير ذكره الجاحظ في كتابه كتاب الحيوان.

## بطون بنو سعد
ومن كل هاذي الفروع الخمس يتفرع منها بطون منها:
- بنو ذؤيبة
- بنو غويث
- حَرَام
- بني ناصرة
- بني حبيب
- بنو معبد بن ملاّن
- بنو رفاعة بن ملاّن
- بنو مسروح بن الحارث
- بنو حيّ
- بنو نضلة
- وقدان
- بنو حليمة
- بنو عطية بن عروة
- بنو جبل بن نصر
- بنو الحشر
- بياض
- بنو عامر بن عميرة
- بنو جابر بن رزام
- بني رزام بن ناصرة
- بنو عتيبة [31][32][33]
- بنو عبد الله بن سعد  [34]

## ديار بنو سعد
شملت ديار بني سعد أنحاءً واسعة في بلاد مكة المكرمة والطائف فقد تواجدوا في نواحي شمال مكة شرقا وجنوبا شرقياً. ومن معاقلهم في الجاهلية وادي تربة، وأوطاس والبوباة ونخلة وقد نص لغدة (ت 310 هـ) على أن بني سعد قرب وادي نخلة ويشاركون هذيلً في الديار أيضا ونص (هم جيران قبيلة هذيل).
- أبام
- أبيّم (كلهما بجوار الزيمة)
- أظلم
- الأعوص (تبعد عن المدينة 140 كم)
- أملاح
- جبل ضعاضع
- الحديبية
- الجمهورة (حرّة بني سعد)
- الجعرانه (شمال شرق مكة)
- وادي بدالة (شمال مكة)
- تربة الثنيّة (من مواضع حُنين)
- قينة (من مواضع مرّ الظهران)
- كلاخ
- وادي قرّان (السيل الكبير)
- مرازم
- العالية
- المجمعة
- جبل ذات عرق (شمال شرق مكة)
- العقيق
- مرّ
- موظب
- الغريف (جزء من وادي تربة)
- نسر
- يسوم
- أنف
- أوطاس
- بحرة
- بسّ (بلقرب من بلدة عشيرة)
- ذي القبرة (شمال شرق مكة)
- حنين
- رهاط
- وادي طوى (داخلة حيّ العتيبية)
- بسيان
- البوباة
- رنية
- السرر
- الزيمة (في وادي نخلة)
- شرورى

## بنو سعد في السيرة النبوية
| الراوي              | الحديث                                                                                                   | المحدث      | صحة الحديث | المصدر          | الصفحة / رقم الحديث |
| ------------------- | --- | ----------- | ---------- | --------------- | ------------------- |
| يحيى بن يزيد السعدي | أنا أَعْرَبُكُم ، أنا من قريشٍ ، ولِسَانِي لسانُ بَنِي سَعْدِ بنِ بَكْرٍ                                                    | الألباني    | موضوع      | ضعيف الجامع     | 1303                |
|                     | نزل القرآن بأعرب اللغات، فلكل العرب فيه لغة ولبني سعد بن بكر سبع لغات                                    | ابن عبد ربة | مرسل       | العقد الفريد    | ج 5 - ص 5           |
| أبو سعيد الخدري     | أنا النبيُّ لا كذبَ أنا ابنُ عبدِ المطلبِ أنا أعربُ العربِ ولدتني قُريشٌ ونشأتُ في بني سعدِ بنِ بكرٍ فأنَّى يأتيني اللَّحنُ | الألباني    | موضوع      | السلسلة الضعيفة | 7063                |

## وفد بنو سعد
| بنو سعد | بعثت بنو سعد بن بكرٍ ضِمامَ بن ثعلبة من بني بياض التي من بني سعد، وافدًا إلى رسول الله صلى الله عليه وسلم، فقدم عليه فأناخ بعيره على باب المسجد فعقله، ثم دخل على رسول الله صلى الله عليه وسلم وهو في المسجد جالس في أصحابه فقال: أيكم ابن عبد المطلب؟ فقال رسول الله صلى الله عليه وسلم: «أنا ابن عبد المطلب»، فقال: محمد؟ فقال: «نعم»، فقال: يا ابن عبد المطلب، إني سائلك ومُغْلِظ عليك في المسألة، فلا تجدَنَّ في نفسك، فقال: «لا أجد في نفسي، فسل عما بدا لك»، فقال: أنشدك بالله إلهك وإله مَن كان قبلك وإله من هو كائن بعدك: آللهُ بعثك إلينا رسولًا؟ فقال صلى الله عليه وسلم: «اللهم نعم». قال: فأنشدك اللهَ إلهكَ وإلهَ من كان قبلك وإلهَ من هو كائن بعدك: آلله أمرك أن تعبده لا تشرك به شيئًا وأن تخلع هذه الأنداد التي كان آباؤنا يعبدون؟ فقال صلى الله عليه وسلم «اللهم نعم»، ثم جعل يذكر فرائض الإسلام فريضةً فريضةً: الصلاةَ والزكاةَ والصيامَ والحجَّ وفرائضَ الإسلام كلَّها، يَنشده عند كل فريضة كما نشده في التي قبلها، حتى إذا فرغ قال: فإني أشهد أن لا إله إلا الله، وأشهد أن محمدًا عبده ورسوله، وسأؤدي هذه الفرائض وأجتنب ما نهيتني عنه لا أزيد ولا أنقص.ثم انصرف راجعًا إلى بعيره فقال رسول الله صلى الله عليه وسلم حين ولَّى: «إن يَصدُقْ ذو العقيصتين يَدخُلِ الجنة»، وكان ضمام رجلًا جَلدًا أشقر ذا غديرتين. ثم أتى بعيره فأطلق عِقالَه ثم خرج حتى قدم على قومه فاجتمعوا إليه، وكان أول ما تكلم به أن قال: بئست اللات والعزى! فقالوا: مَهْ يا ضِمام، اتق البرص والجنون والجذام! فقال: ويلكم إنهما ما يضرَّان ولا ينفعان، إن الله قد بعث رسولًا وأنزل عليه كتابًا استنقذكم به مما كنتم فيه، وإني أشهد أن لا إله إلا الله وأن محمدًا عبده ورسوله، وإني قد جئتكم من عنده بما أمركم به ونهاكم عنه؛ فوالله ما أمسى في ذلك اليوم في حاضره رجل ولا امرأة إلا مسلمًا. قال ابن عباس: فما سمعنا بوافد قومٍ أفضلَ مِن ضمام بن ثعلبة وقال عمر بن الخطاب فيه (ما رأيت أحداً أحسن مسألة، ولا أوجَز من ضمام بن ثعلبة) وأختلف في سنة الوفود قيل سنة 9 ھـ وقيل سنة 5 ھـ | بنو سعد |

## إنكار علاقتهم بالدولة السعدية
يعود أصل السعديون إلى ينبع النخل من أرض الحجاز، وهم من الأشراف من نسل القاسم بن محمد النفس الزكية وهو الصحيح، وهناك خلافاً في نسبهم هذا، وأنهم من بني سعد بن بكر من هوازن، ولذلك يعرفون بالسعديين، مع أنهم لم يتخذوا هذه النسبة، ولم تكن لهم في سجلاتهم وصدور رسائلهم ونقودهم، ولكنهم اشتهروا بها لدى العامة والخاصة فصارت كالعلم ودخلت كتب التاريخ، وأنه سبب هذه التسمية بسبب فرحة الناس بهم.

## مشاهير بنو سعد
- أبو الزوائد السعدي شاعر.
- أبو وجزة السعدي شاعر من سليم ويعد من حلفاء بني سعد.
- جابر بن هليل الذويبي السعدي احد كبار شيوخ عتيبة.[46]
- بديوي الوقداني شاعر من القرن 19.
- أبو ذؤيب السعدي والد حليمة السعدية.
- عتيبة بن كعب بن شباب السعدي جد قبيلة عتيبة.[47][48]
- زهير بن صرد السعدي صحابي وسيد بني سعد بن بكر في زمانه.
- حفص بن حليمة اخ الرسول من الرضاعة.
- عبد الله بن الحارث اخ الرسول من الرضاعة.
- أنيسة بنت الحارث اخت الرسول من الرضاعة.
- الشيماء بنت الحارث اخت الرسول من الرضاعة.
- الحارث بن عبد العزى زوج حليمة السعدية.
- حليمة السعدية مرضعة الرسول محمد ﷺ.
- سعيد بن سليمان بن جودي السعدي رئيس القيسية في إيبريا.
- شاور بن مجير السعدي وزير مصر في العهد الفاطمي.
- عبد الملك بن محمد بن عطية السعدي قائد عسكري اموي.
- الوليد بن عروة بن محمد السعدي قائد عسكري اموي واخ عروة بن عطية والي اليمن.
- عروة بن محمد بن عطية السعدي والي اليمن في العهد الاموي.

## أنظر أيضا
- بنو جشم
- بنو نصر بن معاوية
- بنو سعد (العراق)